# Bengy-sur-Craon
Bengy-sur-Craon és un municipi francès, situat al departament de Cher i a la regió de Centre – Vall del Loira. L'any 2007 tenia 663 habitants.

## Demografia

### Població
El 2007 la població de fet de Bengy-sur-Craon era de 663 persones. Hi havia 254 famílies, de les quals 76 eren unipersonals (44 homes vivint sols i 32 dones vivint soles), 71 parelles sense fills, 87 parelles amb fills i 20 famílies monoparentals amb fills.
La població ha evolucionat segons el següent gràfic:
Habitants censats

### Habitatges
El 2007 hi havia 329 habitatges, 262 eren l'habitatge principal de la família, 36 eren segones residències i 31 estaven desocupats. 319 eren cases i 2 eren apartaments. Dels 262 habitatges principals, 195 estaven ocupats pels seus propietaris, 60 estaven llogats i ocupats pels llogaters i 8 estaven cedits a títol gratuït; 1 tenia una cambra, 13 en tenien dues, 51 en tenien tres, 78 en tenien quatre i 119 en tenien cinc o més. 203 habitatges disposaven pel capbaix d'una plaça de pàrquing. A 99 habitatges hi havia un automòbil i a 138 n'hi havia dos o més.

### Piràmide de població
La piràmide de població per edats i sexe el 2009 era:
| Homes | Edats   | Dones |
| ----- | ------- | ----- |
| 0     | 95 o +  | 0     |
| 4     | 90 a 94 | 12    |
| 8     | 85 a 89 | 16    |
| 0     | 80 a 84 | 0     |
| 12    | 75 a 79 | 8     |
| 8     | 70 a 74 | 16    |
| 4     | 65 a 69 | 24    |
| 24    | 60 a 64 | 0     |
| 12    | 55 a 59 | 20    |
| 20    | 50 a 54 | 20    |
| 24    | 45 a 49 | 24    |
| 16    | 40 a 44 | 28    |
| 24    | 35 a 39 | 20    |
| 32    | 30 a 34 | 20    |
| 8     | 25 a 29 | 12    |
| 24    | 20 a 24 | 16    |
| 8     | 15 a 19 | 8     |
| 16    | 10 a 14 | 32    |
| 16    | 5 a 9   | 32    |
| 20    | 0 a 4   | 12    |

## Economia
El 2007 la població en edat de treballar era de 438 persones, 319 eren actives i 119 eren inactives. De les 319 persones actives 297 estaven ocupades (161 homes i 136 dones) i 22 estaven aturades (10 homes i 12 dones). De les 119 persones inactives 40 estaven jubilades, 44 estaven estudiant i 35 estaven classificades com a «altres inactius».

### Ingressos
El 2009 a Bengy-sur-Craon hi havia 250 unitats fiscals que integraven 639,5 persones, la mediana anual d'ingressos fiscals per persona era de 17.409 €.

### Activitats econòmiques
Dels 19 establiments que hi havia el 2007, 2 eren d'empreses alimentàries, 3 d'empreses de construcció, 3 d'empreses de comerç i reparació d'automòbils, 2 d'empreses de transport, 3 d'empreses d'hostatgeria i restauració, 2 d'empreses immobiliàries, 2 d'entitats de l'administració pública i 2 d'empreses classificades com a «altres activitats de serveis».
Dels 6 establiments de servei als particulars que hi havia el 2009, 1 era una oficina de correu, 1 taller de reparació d'automòbils i de material agrícola, 1 fusteria, 1 lampisteria, 1 perruqueria i 1 restaurant.
Dels 2 establiments comercials que hi havia el 2009, 1 era una botiga de més de 120 m² i 1 una botiga de menys de 120 m².
L'any 2000 a Bengy-sur-Craon hi havia 13 explotacions agrícoles que ocupaven un total de 1.470 hectàrees.

## Equipaments sanitaris i escolars
Els 2 equipaments sanitaris que hi havia el 2009 eren ambulàncies.
El 2009 hi havia una escola elemental.

## Poblacions més properes
El següent diagrama mostra les poblacions més properes.